# Ursus arctos middendorffi
L'orso Kodiak o orso bruno di Kodiak (Ursus arctos middendorffi Ord, 1815) è una sottospecie dell'orso bruno. È diffuso principalmente sull'isola Kodiak, vicino alla costa meridionale dell'Alaska, ma lo si può trovare anche su altre isole dell'arcipelago delle Aleutine e sulla parte continentale dello Stato.

## Aspetto fisico
È la più grande sottospecie di orso bruno al mondo, e contende all'orso polare il primato di carnivoro terrestre più grande. Può raggiungere un'altezza, ritto sulle zampe posteriori, di 2,5-3,2 m. Il peso varia considerevolmente: nel periodo primaverile quando escono dal letargo presentano una massa muscolare asciutta, mentre in vista dell'autunno aumentano il loro peso anche del 50% accumulando riserve di grasso indispensabili durante il letargo. Le femmine hanno un peso medio di 270-360 kg, i maschi maturi arrivano a 450-550 kg, gli esemplari più grossi e prossimi al letargo possono pesare 640 kg, o anche più. La corporatura è particolarmente robusta, con una testa massiccia (enfatizzata spesso da una corona di lunghi peli che la rende ancora più imponente) e piccole orecchie. La pelliccia è lunga e generalmente di colore marrone scuro uniforme (più simile a quella dell'orso bruno europeo che a quella dell'orso grizzly) spesso tendente al rossiccio (tuttavia può cambiare notevolmente da individuo a individuo).

## Biologia e alimentazione
Come tutti gli orsi presenta una dieta onnivora, ma con una maggiore tendenza a nutrirsi di carne (grazie anche all'alto numero di prede disponibili) rivelandosi un cacciatore piuttosto abile, in grado di attaccare anche animali di grossa taglia come alci e cervi. Abile pescatore, nel periodo autunnale è solito nutrirsi dei salmoni che risalgono i fiumi (la cui presenza è alla base della grande diffusione degli orsi nella regione).
Al di là degli attacchi a scopo alimentare, sembra avere un temperamento più tranquillo e meno aggressivo rispetto agli orsi grizzly delle montagne rocciose.

## Popolazione e diffusione
La classificazione attuale tende a considerare appartenenti alla specie Ursus arctos middendorffi gran parte della popolazione di orsi bruni delle regioni costiere dell'Alaska, distinguendoli dall'Ursus arctos horribilis (grizzly) diffuso nel continente. Il nome comune Kodiak viene tuttavia spesso utilizzato in senso più ristretto per indicare gli orsi delle isole Aleutine mentre gli orsi bruni delle foreste più ad est sono spesso definiti grizzly al pari dei loro parenti meridionali.
L'affinità tra le due sottospecie, che spesso occupano gli stessi territori e presentano abitudini simili, rende effettivamente ardua una precisa classificazione. Se indubbiamente si possono definire kodiak gli orsi che vivono nell'arcipelago delle Aleutine, quelli del continente sono meno chiaramente definibili, presentando spesso caratteri intermedi tra gli orsi delle isole e i grizzly canadesi. Generalmente i kodiak sono identificabili per la gobba meno pronunciata, il manto uniforme e la folta e lunga pelliccia attorno alla testa.
Gli scienziati hanno censito circa 3000 esemplari di orsi kodiak, escludendo la popolazione presente nell'arcipelago di Kodiak.